# Thiennes
Thiennes (Thienen en néerlandais) est une commune française, située dans le département du Nord en région Hauts-de-France.

## Géographie

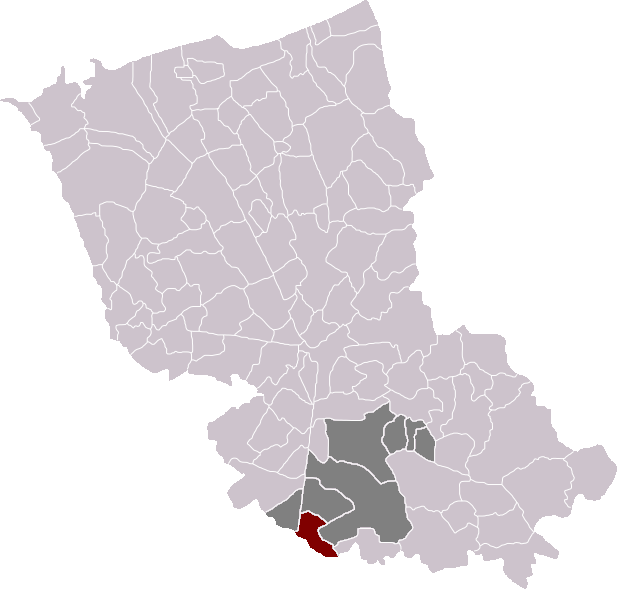
Thiennes dans son canton et son arrondissement

### Situation
Thiennes est située sur la Lys.

### Communes limitrophes
| Boëseghem       | Steenbecque  |              |
|                 | Thiennes     | Morbecque    |
| Aire-sur-la-Lys | Saint-Venant | Haverskerque |

### Hydrographie

#### Réseau hydrographique
La commune est située dans le bassin Artois-Picardie. Elle est drainée par la Lys, la Vieille Lys, la Vieille Lys de Saint-Venant, l'Aval de Nouvelle Melde, le canal de la Nieppe, divers bras de décharge du confluent de la Nouvelle Melde à la Vanne, la Pecqueur, la rivière  la Vieille Lys, la Thiennes, le fossé de la Forêt, le fossé watteringue et un autre petit cours d'eau,.
La Lys, d'une longueur de 134 km en France, prend sa source dans la commune de Lisbourg, à l'altitude de 114,7 mètres, et se jette dans l'Escaut à Gand à 4,45 mètres d'altitude. 

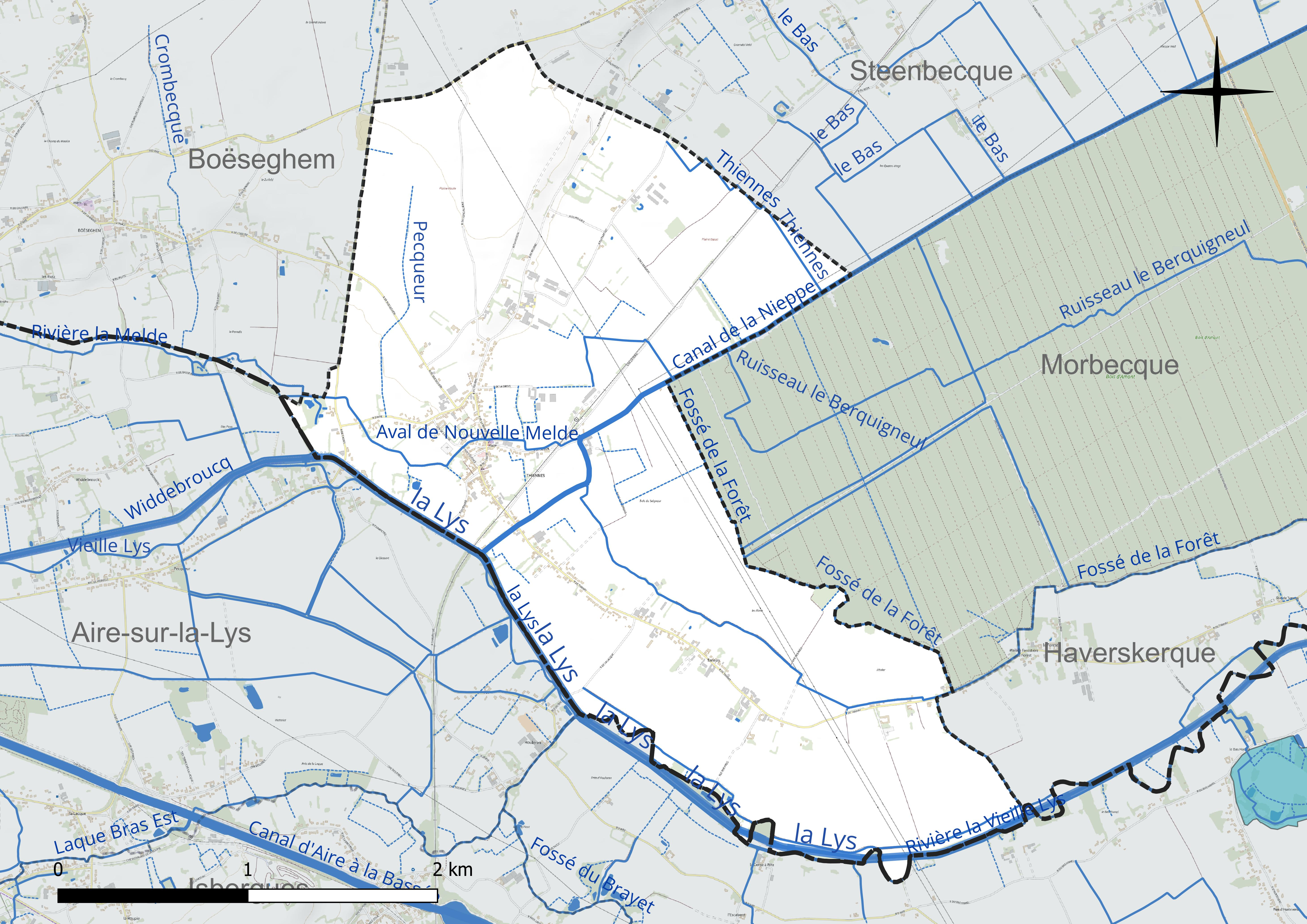
Réseau hydrographique de Thiennes.

L'Aval de Nouvelle Melde, d'une longueur de 11 km, prend sa source dans la commune de Wardrecques et se jette  dans  le canal de la Nieppe sur la commune, après avoir traversé sept communes. 

#### Gestion et qualité des eaux
Le territoire communal est couvert par le schéma d'aménagement et de gestion des eaux (SAGE) « Lys ». Ce document de planification concerne un territoire de 1 835 km2 de superficie, délimité par le bassin versant de la Lys. Le périmètre a été arrêté le 29 mai 1995 et le SAGE proprement dit a été approuvé le 6 août 2010, puis révisé le 20 septembre 2019. La structure porteuse de l'élaboration et de la mise en œuvre est le syndicat mixte pour l'élaboration du SAGE de la Lys (SYMSAGEL). 
La qualité des cours d'eau peut être consultée sur un site dédié géré par les agences de l'eau et l'Agence française pour la biodiversité. 

### Climat
Pour des articles plus généraux, voir Climat des Hauts-de-France et Climat du Nord.
En 2010, le climat de la commune est de type climat océanique altéré, selon une étude du CNRS s'appuyant sur une série de données couvrant la période 1971-2000. En 2020, Météo-France publie une typologie des climats de la France métropolitaine dans laquelle la commune est exposée à un climat océanique et est dans la région climatique  Côtes de la Manche orientale, caractérisée par un faible ensoleillement (1 550 h/an) ; forte humidité de l'air (plus de 20 h/jour avec humidité relative > 80 % en hiver), vents forts fréquents. 
Pour la période 1971-2000, la température annuelle moyenne est de 10,5 °C, avec une amplitude thermique annuelle de 14,1 °C. Le cumul annuel moyen de précipitations est de 746 mm, avec 12,5 jours de précipitations en janvier et 9 jours en juillet. Pour la période 1991-2020, la température moyenne annuelle observée sur la station météorologique la plus proche, située sur la commune de Lillers à 10 km à vol d'oiseau, est de 11,1 °C et le cumul annuel moyen de précipitations est de 731,5 mm,. Pour l'avenir, les paramètres climatiques de la commune estimés pour 2050 selon différents scénarios d'émission de gaz à effet de serre sont consultables sur un site dédié publié par Météo-France en novembre 2022.

## Urbanisme

### Typologie
Au 1er janvier 2024, Thiennes est catégorisée commune rurale à habitat dispersé, selon la nouvelle grille communale de densité à sept niveaux définie par l'Insee en 2022.
Elle appartient à l'unité urbaine de Steenbecque, une agglomération intra-départementale regroupant deux  communes, dont elle est une commune de la banlieue,,. La commune est en outre hors attraction des villes,.

### Occupation des sols
L'occupation des sols de la commune, telle qu'elle ressort de la base de données européenne d'occupation biophysique des sols Corine Land Cover (CLC), est marquée par l'importance des territoires agricoles (93,5 % en 2018), une proportion sensiblement équivalente à celle de 1990 (94 %). La répartition détaillée en 2018 est la suivante : 
terres arables (81,6 %), prairies (11,9 %), zones urbanisées (6,1 %), forêts (0,5 %). L'évolution de l'occupation des sols de la commune et de ses infrastructures peut être observée sur les différentes représentations cartographiques du territoire : la carte de Cassini (XVIIIe siècle), la carte d'état-major (1820-1866) et les cartes ou photos aériennes de l'IGN pour la période actuelle (1950 à aujourd'hui).

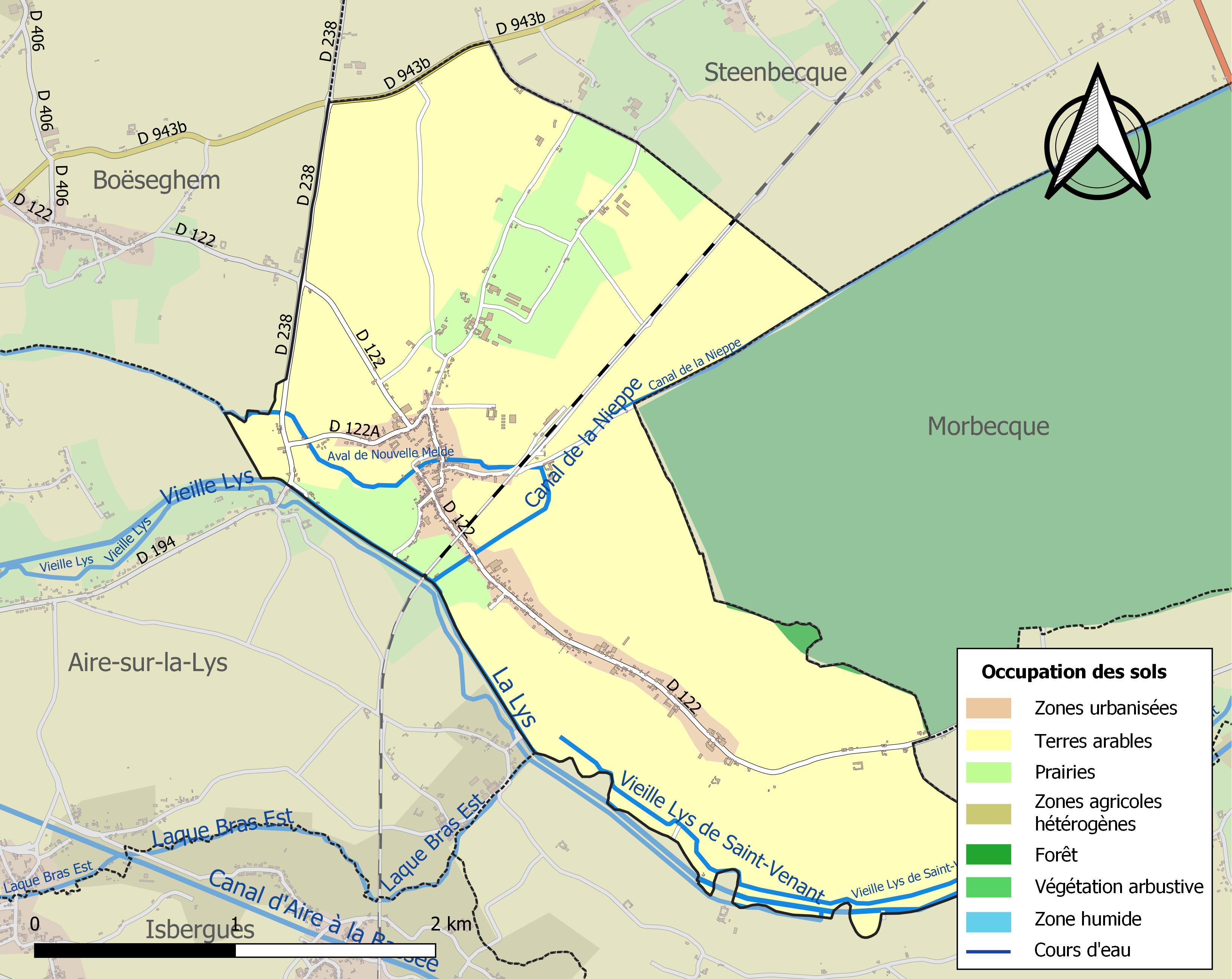
Carte des infrastructures et de l'occupation des sols de la commune en 2018 (CLC).

## Histoire
Au début de la période gallo-romaine, alors que Jules César peinait à pacifier le nord de la Gaule, le territoire de l'actuelle commune de Thiennes a fait l'objet d'une attention toute particulière puisque c'était le lieu d'embarquement sur la Lys et qu'elle a bénéficié pour cela de la construction d'une voie romaine qui la relie directement à Cassel, qui semblait être un des deux centres névralgiques de la région avec Bavay. Ainsi, le sel issu des salines de la Mer du Nord et transitant par Cassel pouvait être acheminé par barques jusqu'aux ports maritimes de l'embouchure du Rhin. Cette voie romaine reliait Cassel à Mardyck, sur la côte.
La commune a bénéficié aussi de la présence proche de la forêt royale puis domaniale de Nieppe, qui est l'une des très rares forêts poussant sur sols limoneux riches, et ayant survécu aux défrichements du Néolithique, de la période gallo-romaine et des périodes médiévales et postérieures qui ont suivi (c'est aussi le cas de la forêt de Mormal).
Thiennes était réputée dans le passé pour ses carrières de silex.
Thiennes a donné son nom à une famille de la noblesse qui a possédé la seigneurie de Thiennes puis s'est fixée en d'autres lieux.
Avant la Révolution française, la paroisse était incluse dans le diocèse de Thérouanne puis, à la disparition de celui-ci, dans le diocèse de Saint-Omer.
La terre de Blaringhem est confisquée en 1298 sur Thomas de Lille et donnée par le connétable de France Raoul II de Clermont-Nesle à Baudouin de Le Planck, seigneur de Thienes (à l'époque, affrontement entre le comte de Flandre Gui de Dampierre et le roi de France Philippe IV le Bel qui gagne la partie; les seigneurs restés fidèles au comte voient leurs biens confisqués).
En 1745, les trois terres réunies de Thiennes, Steenbecque et Blaringhem sont érigées en comté au bénéfice de Jean-François Buisseret sous la dénomination de comté de Thiennes. La terre et seigneurie de Thiennes-Steenbecque, relevant du roi à cause du château de Cassel, consiste en deux paroisses d'environ mille communiants, ayant toutes les justices (justice seigneuriale), ayant la première place en qualité de haut justicier de la noble cour de Cassel, droit de chasse, droit de pêche dans les rivières de Nieppe et de la Mesle, etc., possédant maison, jardins, prairies, bois, et terres labourables, environ 148 mesures (de l'ordre de 66 hectares), moulins, etc, dont relèvent 260 fiefs. Les Buisseret sont issus d'une ancienne famille noble de Mons, un grand-oncle a été archevêque de Cambrai. Jean-François Buisseret, écuyer, seigneur d'Hantes et de Thiennes est le fils de Michel, seigneur de Hantes, conseiller commissaire ordinaire des guerres, né à Lille. Michel Buisseret a été maintenu dans son ancienne noblesse par lettres données à Versailles le 11 mai 1659. Il a épousé une demoiselle La Truye, fille d'un ancien gentilhomme. Jean-François Buisseret a été reconnu noble par une sentence de la gouvernance de Lille le 6 juillet 1731.
Pendant la Révolution française, en juin 1793, la municipalité s'est opposée à l'enlèvement des cloches tel que décidé par la Convention nationale.

### Héraldique
| Blason de Thiennes | Blason  | D'or à la bordure d'azur, à l'écusson d'argent en abîme, bordé d'azur, chargé d'un lion de gueules, armé, lampassé et couronné du champ. |
| Blason de Thiennes | Détails | |

## Politique et administration
Maire en 1807 : Cattoir.
| Période                                  | Période       | Identité                  | Étiquette | Qualité                   |
| ---------------------------------------- | ------------- | ------------------------- | --------- | ------------------------- |
| juin 1801                                | octobre 1803  | Pierre François Vanpoulle |           |                           |
| 1854                                     |               | L. Lobbedez               |           |                           |
|                                          |               |                           |           |                           |
| 1881                                     |               | Dequidt                   |           |                           |
| 1883                                     | 1887          | Julien Dequidt            |           |                           |
| 1887                                     | 1892          | Jules Cattoir             |           |                           |
| 1892                                     | 1900          | Louis Lobbedez            |           |                           |
| 1900                                     | 1914          | J. Bart                   |           |                           |
| 1922                                     | 1924          | G. Maillet                |           |                           |
| 1924                                     | 1939          | N. Lobbedez               |           |                           |
|                                          |               |                           |           |                           |
| mai 1945                                 | décembre 1964 | Eugène Bécart             |           | Décédé en cours de mandat |
| mars 1965                                | janvier 2006  | Jean Bart                 | DVD       | Décédé en cours de mandat |
| janvier 2006                             | octobre 2012  | Jean-Pierre Davrout       |           | Décédé en cours de mandat |
| décembre 2012                            | avril 2014    | Gérard Verbrigghe         |           | Agriculteur en retraite   |
| avril 2014                               | avril 2014    | Jean Pruvost              |           |                           |
| avril 2014                               | En cours      | Eddie Boulier             |           | Responsable qualité       |
| Les données manquantes sont à compléter. |               |                           |           |                           |

## Population et société

### Démographie

#### Évolution démographique
L'évolution du nombre d'habitants est connue à travers les recensements de la population effectués dans la commune depuis 1793. Pour les communes de moins de 10 000 habitants, une enquête de recensement portant sur toute la population est réalisée tous les cinq ans, les populations de référence des années intermédiaires étant quant à elles estimées par interpolation ou extrapolation. Pour la commune, le premier recensement exhaustif entrant dans le cadre du nouveau dispositif a été réalisé en 2008.

En 2022, la commune comptait 918 habitants, en évolution de +0,88 % par rapport à 2016 (Nord : +0,51 %, France hors Mayotte : +2,11 %).
| 1793  | 1800 | 1806  | 1821  | 1831  | 1836  | 1841  | 1846  | 1851  |
| ----- | ---- | ----- | ----- | ----- | ----- | ----- | ----- | ----- |
| 1 256 | 910  | 1 028 | 1 023 | 1 122 | 1 187 | 1 207 | 1 134 | 1 082 |

| 1856  | 1861  | 1866  | 1872  | 1876  | 1881  | 1886  | 1891  | 1896  |
| ----- | ----- | ----- | ----- | ----- | ----- | ----- | ----- | ----- |
| 1 063 | 1 094 | 1 026 | 1 063 | 1 061 | 1 030 | 1 062 | 1 057 | 1 049 |

| 1901  | 1906  | 1911 | 1921 | 1926 | 1931 | 1936 | 1946 | 1954 |
| ----- | ----- | ---- | ---- | ---- | ---- | ---- | ---- | ---- |
| 1 073 | 1 012 | 962  | 980  | 921  | 861  | 834  | 779  | 761  |

| 1962 | 1968 | 1975 | 1982 | 1990 | 1999 | 2006 | 2008 | 2013 |
| ---- | ---- | ---- | ---- | ---- | ---- | ---- | ---- | ---- |
| 883  | 856  | 852  | 856  | 831  | 856  | 816  | 805  | 885  |

| 2018 | 2022 | - | - | - | - | - | - | - |
| ---- | ---- | - | - | - | - | - | - | - |
| 905  | 918  | - | - | - | - | - | - | - |

#### Pyramide des âges
La population de la commune est relativement jeune.
En 2018, le taux de personnes d'un âge inférieur à 30 ans s'élève à 40,1 %, soit au-dessus de la moyenne départementale (39,5 %). À l'inverse, le taux de personnes d'âge supérieur à 60 ans est de 19,9 % la même année, alors qu'il est de 22,5 % au niveau départemental.
En 2018, la commune comptait 458 hommes pour 447 femmes, soit un taux de 50,61 % d'hommes, largement supérieur au taux départemental (48,23 %).
Les pyramides des âges de la commune et du département s'établissent comme suit.
| Hommes | Classe d’âge | Femmes |
| ------ | ------------ | ------ |
| 0,2    | 90 ou +      | 1,3    |
| 2,8    | 75-89 ans    | 6,9    |
| 13,1   | 60-74 ans    | 15,4   |
| 19,0   | 45-59 ans    | 18,1   |
| 22,5   | 30-44 ans    | 20,4   |
| 15,7   | 15-29 ans    | 14,5   |
| 26,6   | 0-14 ans     | 23,3   |

| Hommes | Classe d’âge | Femmes |
| ------ | ------------ | ------ |
| 0,5    | 90 ou +      | 1,4    |
| 5,3    | 75-89 ans    | 8,1    |
| 14,8   | 60-74 ans    | 16,2   |
| 19,1   | 45-59 ans    | 18,4   |
| 19,5   | 30-44 ans    | 18,7   |
| 20,7   | 15-29 ans    | 19,1   |
| 20,2   | 0-14 ans     | 18     |

## Lieux et monuments
- Gare de Thiennes
- Pont de Thiennes

## Personnalités liées à la commune

### Famille de Thiennes
- La maison de Thiennes est issue des ducs de Limbourg en Luxembourg et en porte les armes (« D'argent au lion de gueules armé et lampassé d'or »); elle a fourni beaucoup de gouverneurs de provinces, de places de guerres, de chefs dans les armées, d'ambassadeurs, d'écuyers tranchants, de gentilshommes de bouche, de conseillers et chambellans[49].
- À compter du XIVe siècle au moins, le nom de Thiennes est porté par des seigneurs retrouvés dans différentes paroisses de Flandre, en ayant quitté d'ailleurs leur cité d'origine : le 13 septembre 1649, la terre de Rumbeke en Flandre, est érigée en comté, (titre de comte), en faveur de René de Thiennes, seigneur de Rumbeke, Caestre, Claerhoudt, Oudenen et de la cour d'Ideghem, dont la famille a rendu les plus grands services, depuis 1340, époque où Jean de Thiennes, seigneur de Lombize (Lombise) et de Beaurepaire, accompagna avec huit écuyers à sa solde, le duc de Bourgogne Eudes IV de Bourgogne allant au secours de Saint-Omer, assiégée par Robert III d'Artois (bataille de Saint-Omer (1340)[49].
- Robert de Thiennes, seigneur de Castre (Caëstre) et Berthen, est conseiller et chambellan des ducs de Bourgogne Philippe le Bon, et Charles le Guerrier (Charles le Téméraire fils de Philippe le Bon), ayant eu commandement de leurs armées contre la France[49].
- Jacques de Thiennes, fils de Robert, aussi chambellan des empereurs Maximilien Ier et Charles Quint, puis bailli de Gand, commissaire ordinaire au renouvellement des magistrats du comté de Flandre, lieutenant et capitaine du pays et comté de Hollande, ambassadeur vers le roi d'Angleterre et envoyé aussi en qualité d'ambassadeur au  roi du Danemark pour lui porter la Toison d'or (Ordre de la Toison d'or)[49].
- Le 19 juin 1660, par lettres de Madrid (la Flandre est espagnole à cette époque), la seigneurie et terre de Berthen, ayant haute, moyenne et basse justice (justice seigneuriale), située au comté de Flandre, relevant de la cour féodale de Bailleul, est érigée en marquisat (titre de marquis) en y annexant les terres et seigneuries de Vleminckhove, Noirmont et Houtambach, au profit de Georges de Thiennes, baron de Brouck, seigneur des dits lieux, mestre de camp entretenu, gouverneur, bailli et capitaine des ville et château d'Aire. Georges de Thiennes a servi 27 ans comme alfère, colonel, capitaine de cuirassiers, commissaire général de cavalerie, mestre de camp et depuis sept ans gouverneur d'Aire, s'est trouvé aux sièges de Maestricht, à la surprise de Trèves, à la bataille du prince Thomas de Savoie en la ville de Saint-Omer assiégée, au siège de Lens, au siège de La Bassée, où ayant pris les postes, empêcha l'ennemi d'y introduire des secours, à la défaite de l'armée de France, en la bataille d'Hancourt, etc. etc.[50].

### Seigneurs de Thiennes
- En 1298, Baudouin de Le Planck est sire de Thiennes et de Steenbecque. Il reçoit la terre de Blaringhem, récompense de sa fidélité au roi de France Phillipe le Bel.
- Jean de la Viefville, dit Porus, seigneur de Thiennes, combat et trouve la mort lors de la bataille d'Azincourt en 1415[51].
- En 1438, la seigneurie est détenue par un membre de la famille La Viefville, également seigneur de Blaringhem; sa fille Bonne est abbesse de l'abbaye Notre-Dame de Bourbourg[52].
- Jean-François Buisseret est écuyer, seigneur de Thiennes, Steenbecque, Locquigny, Blandughem (Blaringhem). Fils de Michel, seigneur d'Hantes et de Catherine Fasse, il remplit les fonctions de capitaine au régiment d'Anjou (infanterie), conseiller du roi, commissaire ordinaire des guerres en 1745. Il devient bourgeois de Lille en décembre 1701. Il épouse à Lille le 2 février 1701 Marie Cornélie Desbuissons (1667-1740), fille de Jacques Desbuissons II, seigneur de Hautevalle, bourgeois de Lille, anobli en janvier 1675 et de Cornélie Clémence Oly Van Velsen[53]. En 1745, Jean-François Buisseret est fait comte de Thiennes.  Il s'est distingué au siège de Lille en 1708. Son frère aîné a servi également avec distinction comme capitaine au régiment de Bresse (infanterie); atteint de plusieurs blessures, il a été gratifié d'une pension. La famille Buisseret est reconnue noble depuis 1408, les preuves ayant été vérifiées à la réception d'un de ses fils et petit-fils dans les pages de la grande écurie du roi; son fils aîné est député de la noblesse pour les villes et châtellenie de Douai et Orchies aux États d'Artois. La famille a noué de nombreuses alliances nobles. François Buisseret, grand oncle du bénéficiaire a été évêque de Namur puis archevêque de Cambrai, Hugues Buisseret fut abbé de l'abbaye du Jardinet, Étienne Buisseret abbé de Moliens, Jean Buisseret abbé de Belvaux. Jean-François Buisseret possède également la terre de Blaringhem, relevant elle aussi du château de Cassel, paroisse de plus de mille communiants avec justice vicomtière et 145 mesures (de l'ordre de 65 hectares) , bois, jardins, etc. dont relèvent 40 fiefs. Jean François Buisseret est mort à Lille en mars 1751, âgé de 91 ans. L'érection en comté des terres susnommées aurait été obtenue pour Jean François, par son fils, seigneur de Hantes, par le canal du duc de Penthièvre, Louis-Jean-Marie de Bourbon qu'il avait logé chez lui pendant la guerre[29]. Jean Étienne Albert Buisseret (1703-1770), fils de Jean-François nait en février 1703 à Lille ou à La Madeleine. Il est écuyer, seigneur de Hantes, bourgeois de Lille, échevin, rewart (chargé de la police) de Lille. Il se marie trois fois : avec Marie Françoise Jeanne Agnès Talbout, puis Agathe Nicole du Retz, puis à Lille le 2 octobre 1740 Marie Angélique Desbuissons (elle est la petite cousine de l'épouse de Jean François Buisseret) (1714-1749), fille d'Eugène Marie, écuyer, seigneur de la Bretagne, bourgeois de Lille, échevin, rewart (responsable de la police), mayeur de Lille et de Marie Anne de Fourmestraux. Elle nait à Lille en juin 1714 et meurt à Lille le 21 novembre 1749[54].

## Pour approfondir